# Max Dreblow
Max Dreblow (* 1869 in Greifenhagen; † 6. Februar 1927 in Stettin) war ein deutscher Fotograf.

## Leben

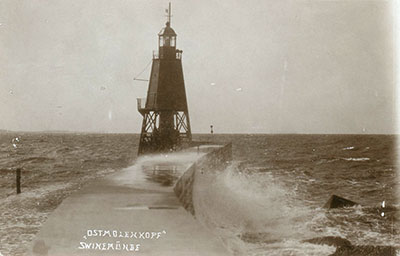
Der Ostmolenkopf von Swinemünde, Dreblows bevorzugter Kamera-Standort

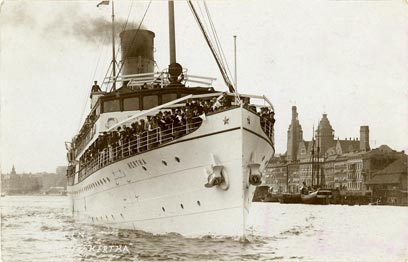
Der Salonschnelldampfer Hertha in Stettin (1921)

Max Dreblow erlernte den Kaufmannsberuf und folgte dann seinem älteren Bruder nach Stettin. In der dortigen Giesebrechtstraße betrieb er einen Gemischtwarenladen, den er 1903 verkaufte, um eine Wohnung in Hafennähe zu beziehen. Von hier aus begann er mit einer Plattenkamera die Schiffe des Stettiner Hafens zu fotografieren. Bald erstreckte sich sein Arbeitsgebiet auf das ganze Revier zwischen Stettin und Ostsee, wobei sein bevorzugter Standort der Kopf der Swinemünder Ostmole war.
Dreblow verkaufte seine Bildrechte an große Ansichtskartenverlage. Er war auch als Pressefotograf und Lokalreporter für die Stettiner Ostsee-Zeitung tätig. Dreblow starb bei einem Verkehrsunfall. Sein umfangreiches Plattenarchiv erwarb der Stettiner Berufsfotograf Ernst Klett.